# 히가시미하마역
히가시미하마역(일본어: 東美浜駅)은 일본 후쿠이현 미카타군 미하마정에 위치한 서일본 여객철도 오바마 선의 철도역이다. 단선 승강장 1면 1선의 구조를 갖춘 지상역이다.

## 이용 현황
| 승차 인원 추이 | 승차 인원 추이 |
| 연도           | 1일 평균       |
| -------------- | -------------- |
| 1998           | 69             |
| 1999           | 70             |
| 2000           | 57             |
| 2001           | 56             |
| 2002           | 51             |
| 2003           | 54             |
| 2004           | 53             |
| 2005           | 51             |
| 2006           | 41             |
| 2007           | 42             |
| 2008           | 30             |
| 2009           | 33             |
| 2010           | 31             |
| 2011           | 23             |
| 2012           | 22             |
| 2013           | 25             |

## 역 주변
- 마이즈루와카사 자동차도 와카사미하마 나들목

## 역사
- 1961년 8월 1일 : 국철 오바마 선의 미하마 역 - 아와노 역 간에 신설 개업. 여객 영업만 실시하는 여객역이었지만, 규석 반출용의 전용선이 역 서쪽부터 분기하고 있었음.
- 1987년 4월 1일 : 일본국유철도 분할 민영화에 의해, 서일본 여객철도가 승계.

## 인접 역
| 서일본 여객철도 오바마 선  | 서일본 여객철도 오바마 선 | 서일본 여객철도 오바마 선 |
| -------------------------- | ------------------------- | ------------------------- |
| 미하마 히가시마이즈루 방면 | ■ 오바마 선               | 아와노 쓰루가 방면        |